# Mashya et Mashyana
Mashya et Mashyana sont, selon la cosmogonie zoroastrienne, le premier homme et la première femme dont la procréation a donné naissance à l’humanité,.

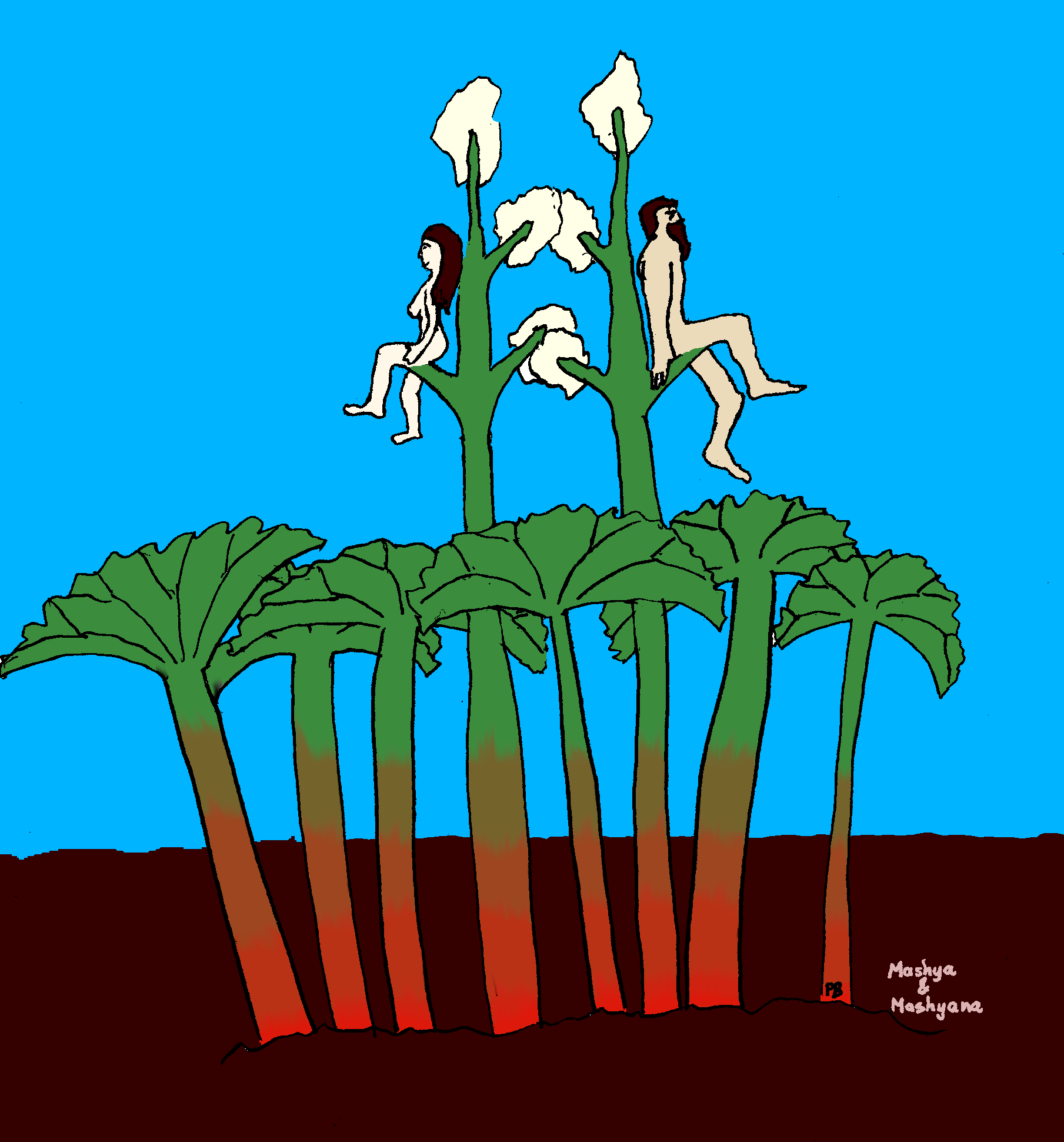
La naissance de Mashya et Mashyana à partir d'un plant de rhubarbe.